# 津山市営阿波バス

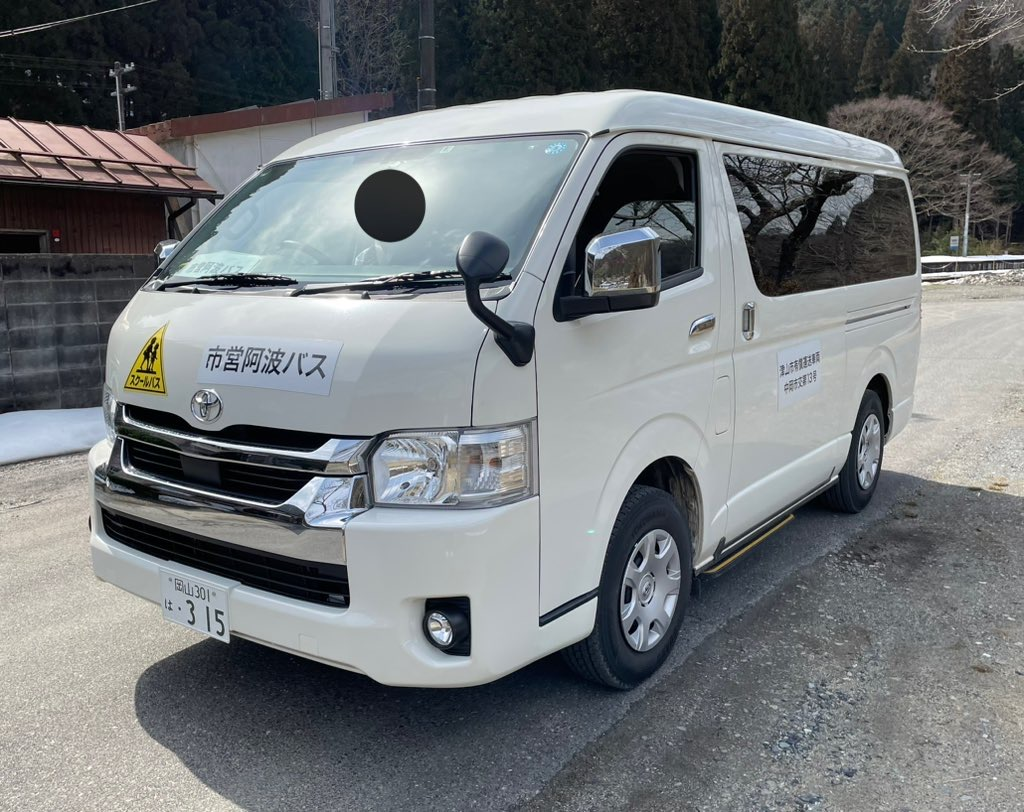
津山市営阿波バスの車両

津山市営阿波バス（つやましえいあばバス）は、岡山県津山市で運行していた自治体バス。

## 概要
- 中鉄バスの路線廃止に伴い、その代替として阿波村が阿波村営バス（あばそんえいバス）として運行していた自治体バスを[1]、阿波村を合併した津山市が引き継いだものである。
- 運行形態は、道路運送法の規定に基づく自家用自動車（白ナンバー車）による有償運送であった。
- 津山市があばグリーン公社に運行を委託していた[2]。
- 鉄道路線とは美作河井駅、知和駅（因美線）で接続していた。
- 運賃は50円単位の区間制で、小学生以下の子供は半額（10円未満切り捨て）となっていた。
- 休日は運休していた。加茂地域まで乗り入れる便もあり、そのうち一部はめぐみ荘でごんご加茂線と接続していた。

## 沿革
- 1975年4月1日 - 中鉄バスの路線廃止の代替として、阿波村営バス運行開始。[1]
- 1995年7月 - ボンネットバス（「クラシックバス」仕様の日産・シビリアン）使用開始。[1]
- 2005年
  - 2月28日 - 阿波村の津山市への編入に伴い、津山市営阿波バスとなる。
  - 10月1日 - 旧加茂町中心部まで路線を延長。
- 2011年4月1日 - 阿波地域スクールバスを統合するかたちで増便。同時に運賃を区間制に変更、65歳以上の高齢者も有料化。
- 2024年3月1日 - 津山市AIデマンド交通「のるイコつやま」の運行開始に伴い、津山市営阿波バスの運行を休止[3]。

## 路線

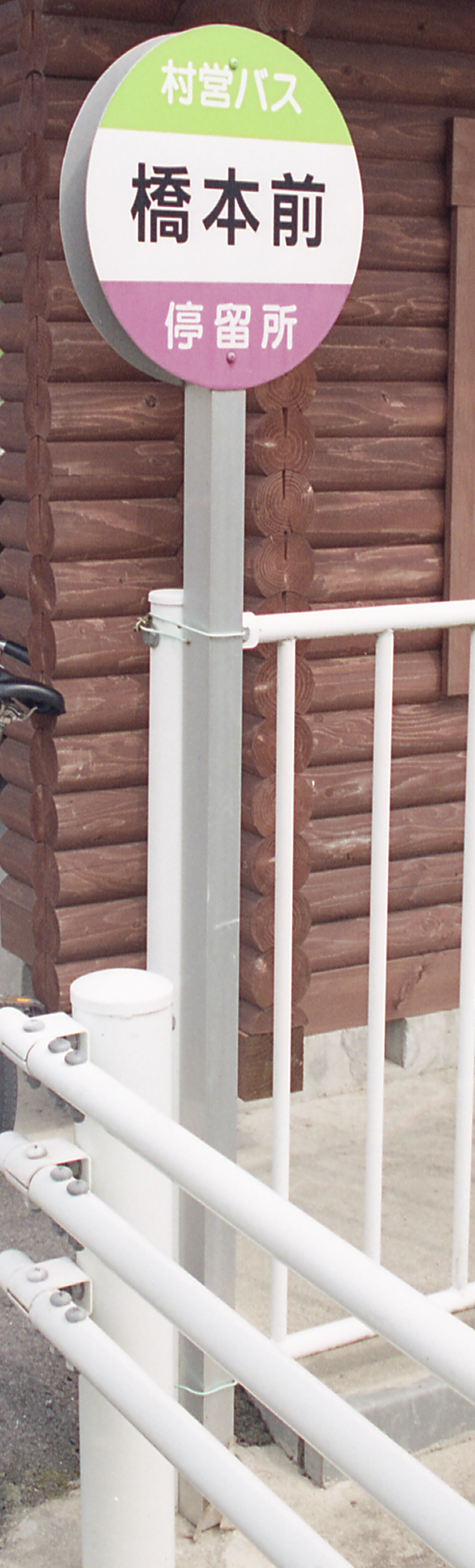
阿波村営バス当時のバス停

- 大杉公会堂前 - 阿波出張所前 - 美作河井駅
- 大杉公会堂前 - 阿波出張所前 - 美作河井駅 - 知和駅前 - 加茂小学校 - 加茂支所前 - めぐみ荘 - 加茂中学校
  - めぐみ荘でごんご加茂線の津山中央病院・イオン津山店前方面に連絡。

## 車両
- トヨタ・ハイエースワゴン（10人乗り）で運行していた。

阿波村営バス当時は、「クラシックバス」仕様の日産・シビリアンで運行していた。

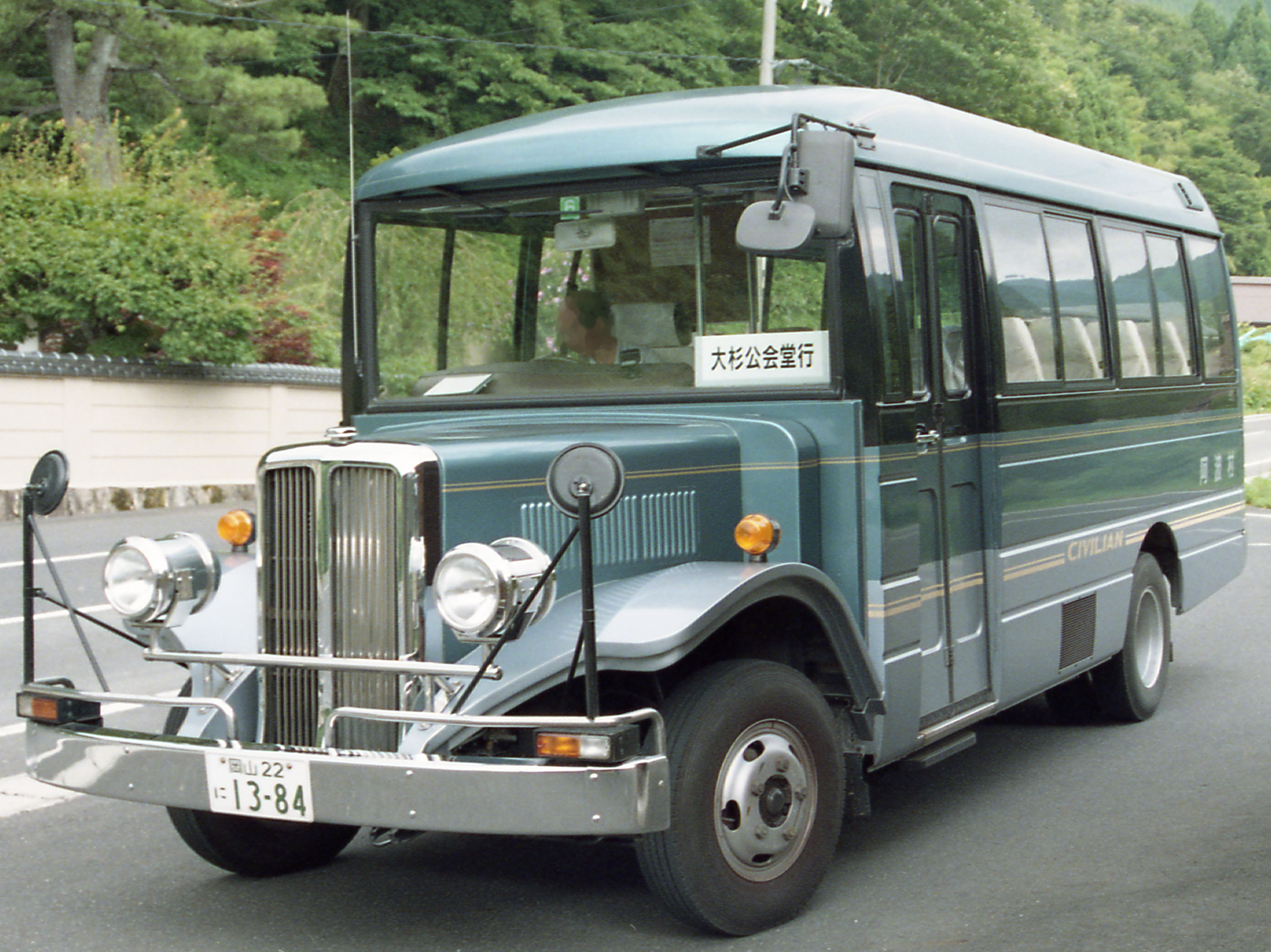
阿波村営バス当時の車両（2000年）